# Porcellio mildei
Porcellio mildei är en kräftdjursart som beskrevs av Koch 1901. Porcellio mildei ingår i släktet Porcellio och familjen Porcellionidae. Inga underarter finns listade i Catalogue of Life.